# Sucha (powiat świdwiński)
Sucha (niem. Zuchen, Kreis Belgard) – wieś w północno-zachodniej Polsce, położona w województwie zachodniopomorskim, w powiecie świdwińskim, w gminie Połczyn-Zdrój. Przez wieś przepływa rzeka Grudzianka.
Ok. 0,7 km na zachód od miejscowości znajduje się Jezioro Suskie.